# Ferry II de Lorraine
Pour les articles homonymes, voir Ferry de Lorraine.
Ferry II de Lorraine, mort le 10 octobre 1213, fut duc de Lorraine de 1205 à 1213. Il était fils de Ferry Ier, seigneur de Bitche, et de Ludmilla de Pologne.

## Biographie
La Lorraine avait été partagée par le traité de Ribemont de 1179 entre son oncle Simon II et son père Ferry Ier de Bitche. En 1205, Simon II abdique en le désignant comme successeur, et l'année suivante, c'est son père qui meurt, lui permettant de réunifier le duché. Son mariage en 1188 avec Agnès de Bar lui avait apporté les terres d'Amance, de Longwy et de Stenay, mais il cherche rapidement à se libérer de la tutelle de son beau-père Thiébaut Ier de Bar. Il s'associe à Bertram de Metz, et entre en lutte contre Thiébaut de Bar. Thiébaut réagit et détruit le château de Vic et s'empare de celui de Prény pendant que Ferry ravage les terres de l'abbaye de Gorze qui sont sous la protection de son beau-père ; Thiébaut ravage la région de Neufchâteau. Ferry est vaincu en 1208, il est fait prisonnier par des mercenaires à la solde de Thiébaut (le 3 février 1208), avec ses deux frères Philippe et Thierry. Thiébaut reprend possession des villes données en dot de sa fille, Agnès de Bar est donc en partie déshéritée. Ferry est libéré après sept mois de captivité, le 2 novembre 1208. Il promet alors au comte de Bar de ne pas donner sa fille en mariage au fils de Gautier Ier, sire de Vignory, ou alors sans dot ; c'est ce qui se passe lors du mariage de sa fille Alix où elle épouse en secondes noces Gautier II en renonçant à toutes prétentions sur les successions maternelles et paternelles.
À la fin de son règne, Ferry II déclare la guerre à Hartung de Wangen, un seigneur alsacien ; il est vainqueur, un traité est signé à Rosheim le 1er août 1213.
Il est en conflit durant de nombreuses années avec les abbesses de Remiremont qui lui reprochent d'avoir fait construire une forteresse sur une colline voisine dominant la Moselle ; la paix n'est faite que la 28 juillet 1210, Ferry II reprend alors les engagements de Simon Ier.
En 1197, il avait soutenu la candidature du roi des Romains Philippe de Souabe, mais, à la mort de ce dernier (1208), il se rallie à son rival Otton IV de Brunswick, puis, après l'excommunication d'Otton en 1211, au futur empereur Frédéric II de Hohenstaufen.

## Mariage et enfants

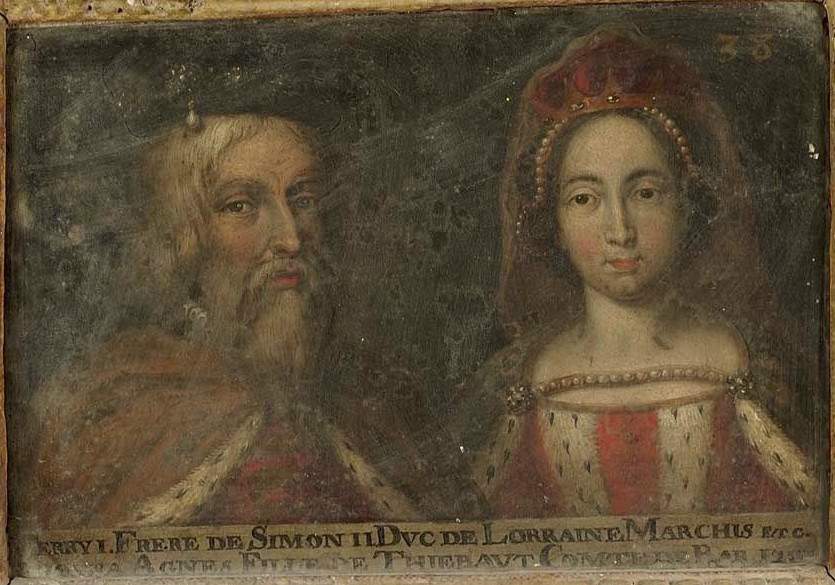
Ferry II et son épouse Agnès de Bar (XVIIe siècle).

Il avait épousé en 1188 Agnès de Bar († 19 juin 1226) dite Thomasse, fille de Thiébaut Ier, comte de Bar et de Laurette de Looz, qui lui donna :
- Thiébaut de Lorraine, mort en bas âge ;
- Thiébaud Ier († 1220), duc de Lorraine ;
- Mathieu II († 1251), duc de Lorraine ;
- Jacques († 1260), évêque de Metz ;
- Renaud († 1274), seigneur de Bitche ;
- Laurette, épouse en 1226 de Simon III de Sarrebruck, comte de Linange, veuf de Gertrude de Dabo ;
- Alix († 1242), qui épousa en premières noces Werner I de Kyburg-Dillingen († 1228), comte de Kyburg (Suisse) et en secondes noces en 1229, Gautier II, sire de Vignory.

Agnès réside à Nancy, qui fait partie de son douaire avec Gondreville. Elle donne au prieuré Notre-Dame de Nancy le terrain et l'autorisation de détourner le ruisseau de Boudonville pour bâtir un moulin. En 1214, elle s'engage auprès de son fils à ne pas se remarier afin que sa dot (Amance, Longwy et Stenay) demeure dans le patrimoine des ducs de Lorraine. Elle est inhumée à l'abbaye de Beaupré.

## Prénom et numéro
Ferry est une autre forme du prénom Frédéric (de même que Thierry est une forme du prénom Théodoric), de sorte qu'il est malaisé de lui attribuer un numéro. En effet :
- avant la maison d'Alsace, il y a eu trois ducs prénommés Frédéric, dont Frédéric II qui ne le fut pas à titre personnel, mais associé et mort avant son père ;
- Ferry de Bitche, son père, seigneur de la partie nord du duché, se proclama duc de Lorraine en 1205. Son père ayant abdiqué, le droit de primogéniture lui permettait ce titre, mais Simon II avait désigné Ferry II pour lui succéder.

Il faut savoir que la numérotation des rois et des ducs est une notion contemporaine qui n'avait pas cours au Moyen Âge. (Cependant le manuscrit de Jean d'Aucy de 1556 déposé à la Bibliothèque-médiathèque de Nancy, Ms. 1696 n°B543956101M001696 l’appelle "Friderich, 3, de ce nom").
Ce duc est donc :
- Ferry Ier, si l'on ne tient compte que des ducs régnants de la maison d'Alsace ;
- Ferry II, si l'on ne tient compte que des ducs régnants et proclamés de la maison d'Alsace ;
- Ferry III, si l'on tient compte de tous les ducs régnants, et
- Ferry V, si l'on tient compte de tous les ducs, régnants, associés et proclamés.

La plupart des historiens s'accordent sur Ferry II.

## Sources
- Henry Bogdan, La Lorraine des ducs, sept siècles d'histoire, Perrin, 2005 [détail des éditions] (ISBN 2-262-02113-9).